# Bernauer Straße (stacja metra)
Bernauer Straße – stacja metra w Berlinie na linii U8, w dzielnicy Mitte, w okręgu administracyjnym Mitte. Stacja została otwarta w 1930 r.
Stacja znajduje się na skrzyżowaniu ulic Bernauer Straße i Brunnenstraße, na skraju dzielnic Wedding (przed październikiem 1989 Berlin Zachodni – sektor francuski) oraz Mitte (przed październikiem 1989 Berlin Wschodni – sektor radziecki). Przebiega też tam linia tramwajowa M10 na trasie S Nordbahnhof – S+U Berlin Warschauer Straße.
W okresie istnienia Muru Berlińskiego (13.VIII.1961 – 9.XI.1989) stacja była nieczynna.

## Walory turystyczne i historia okolicy

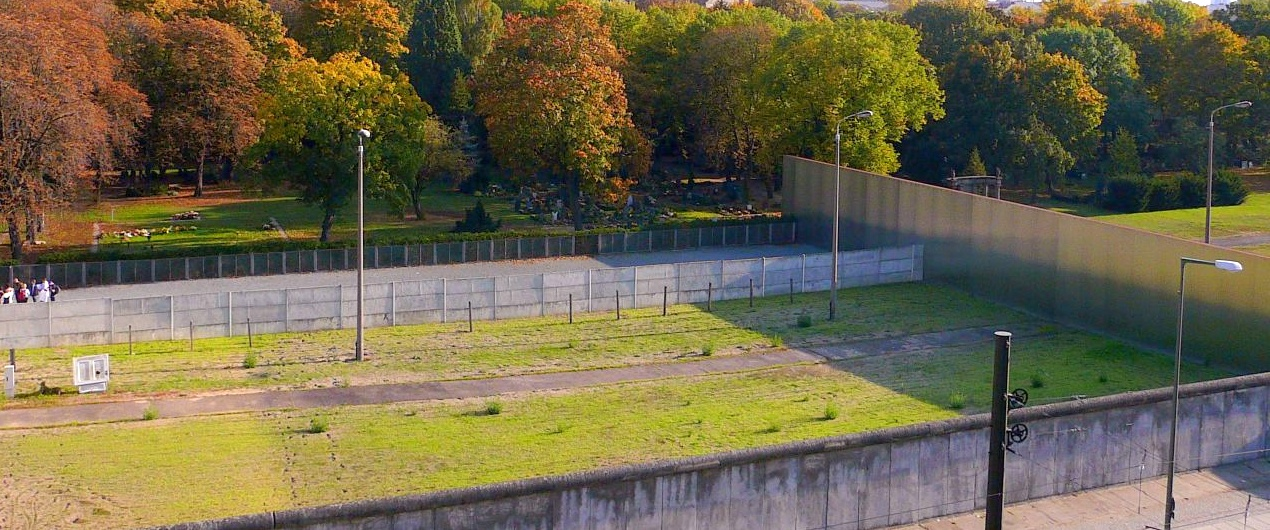
Miejsce pamięci muru berlińskiego

Wzdłuż ulicy Bernauer Straße, począwszy od stacji metra w kierunku dworca S-Bahn Berlin Nordbahnhof, znajduje się odcinek Ścieżki Pamięci Muru Berlińskiego (Geschichtsmeile Berliner Mauer). Na ww. odcinku jest ona umiejscowiona pomiędzy byłą wschodnią i zachodnią ścianą muru. Znajduje się tam stała ekspozycja złożona ze zdjęć (również na ścianach budynków), materiałów filmowych (stanowiska z filmami do wyboru po wybraniu odpowiedniej opcji), tekstów, informacji o niektórych ofiarach ucieczek (zdjęcia i nazwiska), pozostałości po murze, zaznaczonych tuneli ucieczek i wiele innych. W miejscach, gdzie nie pozostały fragmenty muru, i gdzie było to możliwe, granice dawnego muru są zaznaczone brukowaną linią.
Na Bernauer Straße 111–119 znajduje się Centrum Dokumentacji Muru Berlińskiego (Dokumentationszentrum Berliner Mauer). Jest to muzeum składające się z dwóch budynków (główny - róg Bernauer Straße/Ackerstraße, jest w nim też wieża widokowa. Drugi budynek nieco dalej, tuż przy stacji Nordbahnhof). Zawiera wystawę składającą się ze zdjęć, dokumentów, projekcji filmowych, materiałów dźwiękowych dokumentujących m.in., jak w początkowym okresie istnienia muru uciekinierzy masowo wyskakiwali przez okna z mieszkań na zachodnią stronę, Jest też szczegółowa lista znanych ofiar ucieczek ze zdjęciami i opisami osób.